# 툴렌헤이모 내각

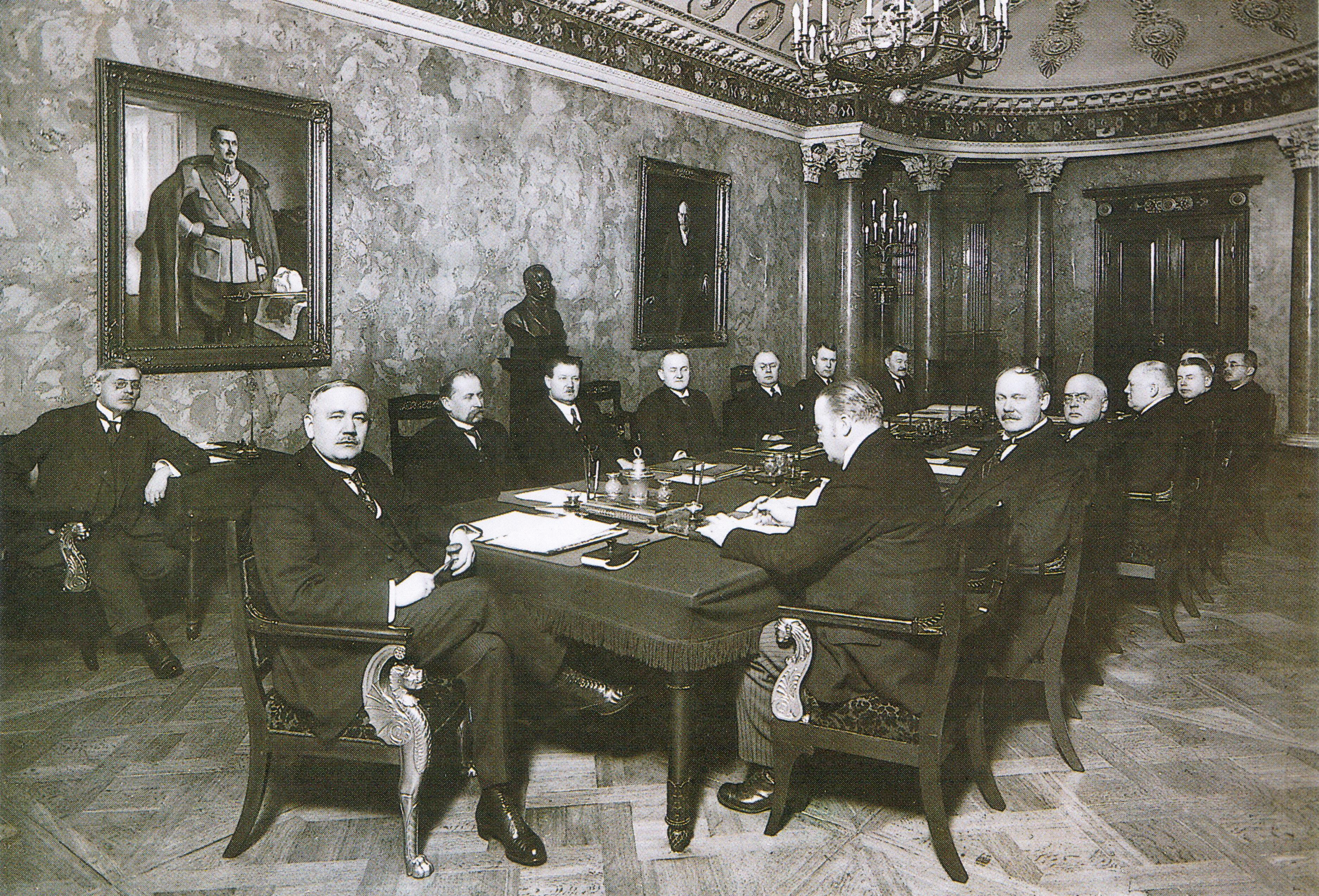

툴렌헤이모 내각(핀란드어: Tulenheimon hallitus 툴렌헤이몬 할리투스[*])은 핀란드 공화국의 열 번째 내각이다.
1925년 3월 31일부터 1925년 12월 31일까지 성립했다. 국민연합당과 농업동맹의 연정내각으로, 국민연합당에서 각료 네 명, 농업동맹에서 각료 다섯 명, 무소속 각료가 네 명이었다. 내각 지속기간은 276일이다. 국방 예산 제안서가 의회에서 부결되자 총사퇴하였다.
| 직책                                                     | 성명                 | 재임기간                         | 정당 | 정당       |
| -------------------------------------------------------- | -------------------- | -------------------------------- | ---- | ---------- |
| 총리 Pääministeri                                        | 안티 툴렌헤이모      | 1925년 3월 31일–1925년 12월 31일 |      | 국민연합당 |
| 외무장관 Ulkoasiainministeri                             | 구스타프 이드만      | 1925년 3월 31일–1925년 12월 31일 |      | 무소속     |
| 법무장관 Oikeusministeri                                 | 오스카르 릴리우스    | 1925년 3월 31일–1925년 12월 31일 |      | 무소속     |
| 방위장관 Puolustusministeri                              | 마티 아우라          | 1925년 3월 31일–1925년 12월 31일 |      | 무소속     |
| 내무장관 Sisäasiainministeri                             | 알렉산데르 람펜      | 1925년 3월 31일–1925년 12월 31일 |      | 국민연합당 |
| 재무장관 Valtiovarainministeri                           | 후고 렐란데르        | 1925년 3월 31일–1925년 12월 31일 |      | 무소속     |
| 교육장관 Opetusministeri                                 | 에밀 네스토르 세탤래 | 1925년 3월 31일–1925년 12월 31일 |      | 국민연합당 |
| 농무장관 Maatalousministeri                              | 유호 수닐라          | 1925년 3월 31일–1925년 12월 31일 |      | 농업동맹   |
| 농무장관보 Apulaismaatalousministeri                     | 비흐토리 베스테리넨  | 1925년 3월 31일–1925년 12월 31일 |      | 농업동맹   |
| 운수공공장관 Kulkulaitosten ja yleisten töiden ministeri | 퀴외스티 칼리오      | 1925년 3월 31일–1925년 12월 31일 |      | 농업동맹   |
| 상공장관 Kauppa- ja teollisuusministeri                  | 위리외 풀키넨        | 1925년 3월 31일–1925년 12월 31일 |      | 국민연합당 |
| 사회장관 Sosiaaliministeri                               | 빌쿠 요우카하이넨    | 1925년 3월 31일–1925년 12월 31일 |      | 농업동맹   |
| 무임소장관 Salkuton ministeri                            | 칼레 로히            | 1925년 3월 31일–1925년 12월 31일 |      | 농업동맹   |